# Karel Ooms
Karel Ooms (Dessel, 27 janvier 1845 - Cannes, 18 mars 1900) est un peintre belge spécialisé en portraits, scènes de genre et sujets d'histoire. Il est également connu pour ses scènes orientalistes et paysages orientaux.

## Biographie
Karel Ooms est né à Dessel en tant que fils cadet d'une grande famille paysanne. À l'école, son talent extraordinaire pour le dessin est découvert. A l'âge de douze ans, sa ville natale lui apporte un soutien financier qui lui permet d'étudier à l'Académie royale des beaux-arts d'Anvers. L'un de ses professeurs à l'Académie est Nicaise de Keyser, l'une des figures clés de l'école du romantisme belge et principalement un peintre d'histoire et de portraits. Après obtenir son diplômé de l'Académie en 1865, Karel Ooms est accueilli avec pompe dans sa ville natale Dessel. Il peint deux retables pour l'église Saint Nicolas locale pour exprimer sa gratitude envers sa ville.

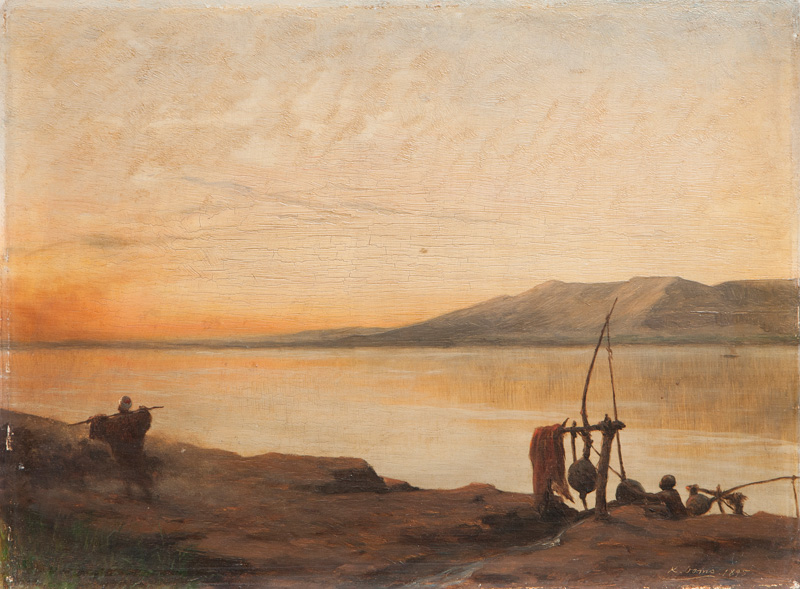
Au bord du Nil

Karel Ooms s'installe comme artiste indépendant à Anvers vers 1871. Il établit rapidement une réputation de portraitiste. En outre, il reçoit des commandes pour des peintures religieuses et des peintures d'histoire. Karel Ooms établit son nom avec deux grands tableaux qu'il crée pour la salle de la cour d'assises du palais de justice d'Anvers. Sa renommée s'étend à travers les frontières et Karel Ooms obtient des prix pour ses œuvres à Prague (1877), Amsterdam (1883), Adélaïde  (1887), Melbourne (1888) et Chicago (1893).
Karel Ooms voyage souvent en Europe et au Moyen-Orient. Ses voyages en Palestine et en Égypte sont documentés à travers ses peintures de paysages qu'il y réalise. Il trouve au Moyen-Orient une inspiration abondante pour ses peintures orientalistes.
À la fin de sa vie, en 1897, il épouse la baronne Edith van Eersel, veuve du baron Emile della Faille et membre d'une grande famille aristocratique belge. Sa femme est aisée et passionnée d'art et de la collection d'art. Peu de temps après leur mariage, le couple va vivre dans la villa d'Edith à Cannes afin qu'Ooms, qui souffre d'une maladie cardiaque, puisse passer les mois d'hiver dans un climat plus doux. Cependant, il meurt à Cannes le 18 mars 1900 à l'âge de 55 ans à la suite du stress causé par un cambriolage de nuit dans sa maison de Cannes. Sa dépouille est transférée à Anvers et enterrée au cimetière de Schoonselhof.

## Œuvre

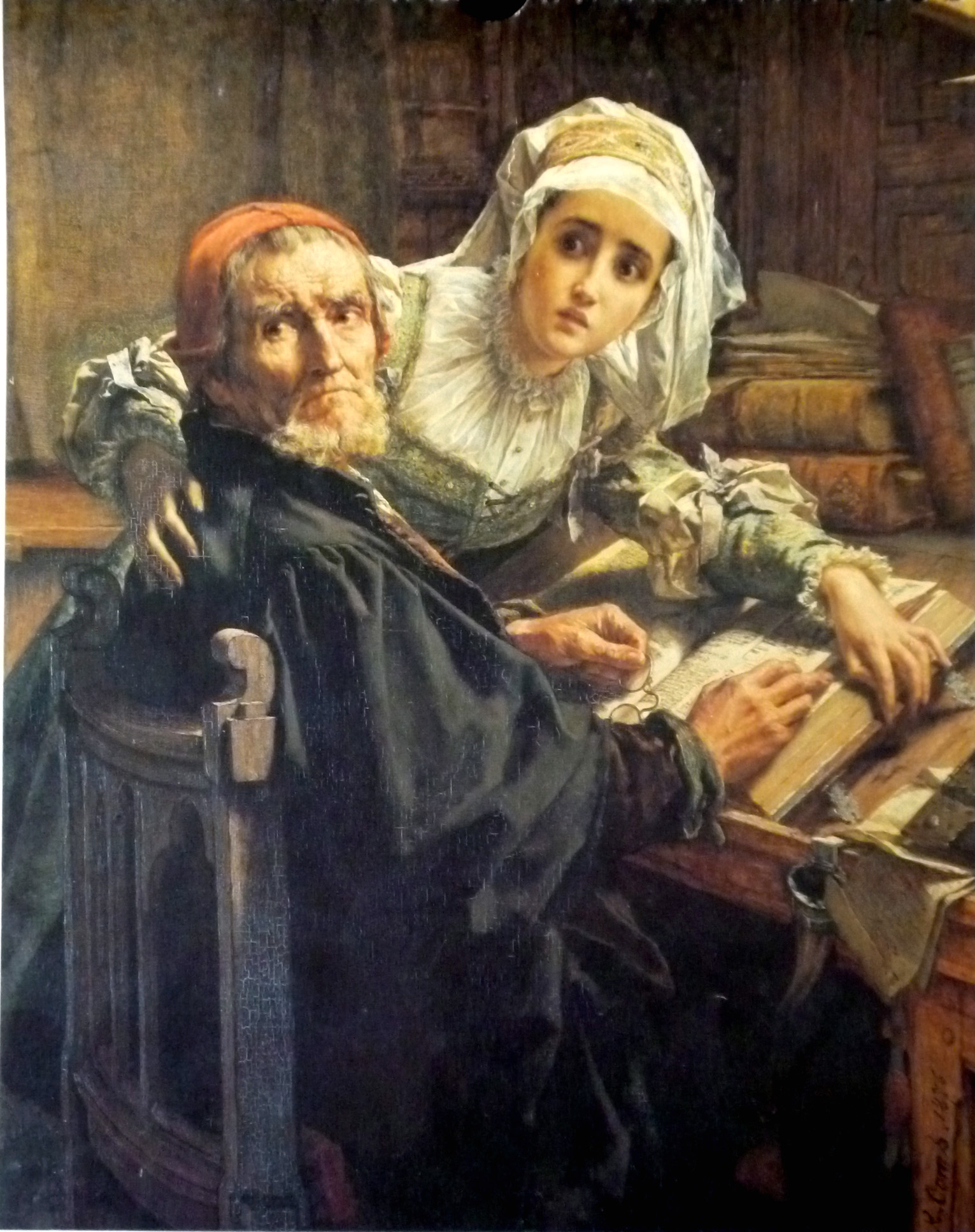
La lecture interdite (1876)

Karel Ooms a travaillé dans divers genres, y compris la peinture de portrait, la peinture d'histoire, la peinture de paysage et la peinture de genre. Il est maintenant principalement connu pour ses peintures et portraits orientalistes et de genre.
Les portraits représentent environ un tiers de la production connue de Ooms qui comprend 220 œuvres. Les sujets de ses portraits proviennent principalement de la riche bourgeoisie d'Anvers et de la Campine. Son autoportrait de 1896 montre l'artiste tenant sa palette. Les couleurs de la palette montrent sa préférence pour les pigments terreux, ce qui était typique pour des artistes comme lui qui travaillaient dans la tradition académique.

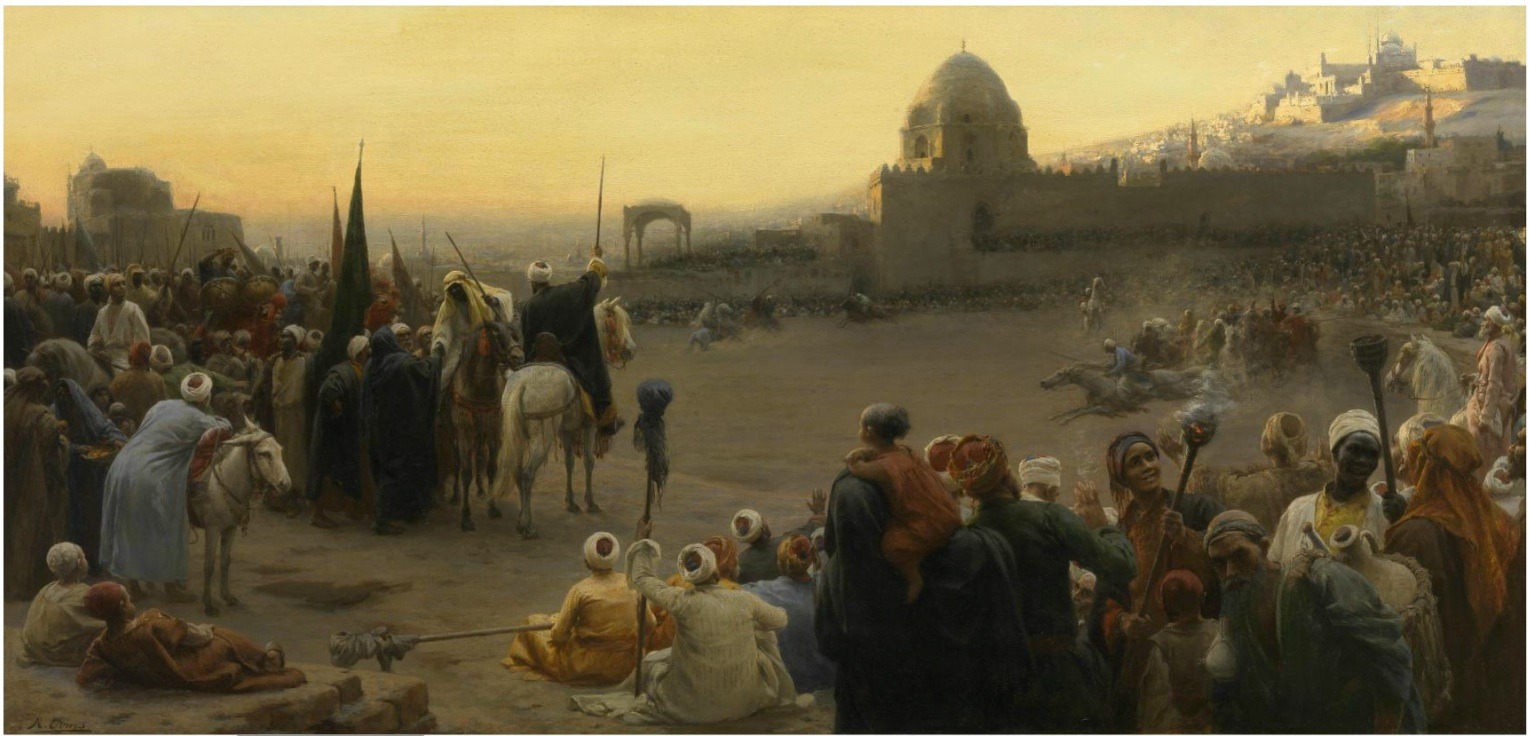
Scène en Égypte

Sa carrière reçoit une forte poussée par le succès de son tableau d'histoire et de genre de 1876 intitulé La lecture interdite (Musées royaux des beaux-arts de Belgique). Ce tableau représente une scène historique d'un vieil homme et une jeune femme qui sont blottis sur une bible. La paire regarde avec de l'inquiétude ou alarme apparente à travers l'épaule du vieil homme vers quelque chose en dehors de la scène. La scène se déroule vraisemblablement au XVIe ou au XVIIe siècle alors que les protestants étaient poursuivis, entre autres, en raison de leur pratique de lecture de la bible en vernaculaire, une pratique interdite par l'église catholique de l'époque. L'une des raisons du succès du tableau d'Ooms était que la situation de la petite minorité de protestants dans la Belgique catholique de la fin du XIXe siècle était considérée comme parallèle à leur situation au XVIe siècle. L'original du tableau est immédiatement acquis par l'état belge. Ooms fait en 1885 une copie réduite de l'œuvre, probablement pour son usage personnel. La composition est également copiée par d'autres peintres pour être exposée dans des lieux religieux protestants et des maisons et est également circulée à travers des gravures. La composition montre l'intérêt principal d'Ooms pour le portrait, car les visages des deux personnages sont au centre de la composition et sont peints avec des couleurs et des détails les plus vifs. Un tableau avec un thème similaire de persécution religieuse est Les Juifs au Moyen Âge (1890, Musée royal des beaux-arts d'Anvers), qui traite de la persécution des Juifs.
Ooms a peint beaucoup de peintures d'histoire qui montrent son intérêt pour l'histoire de son pays au XVIe siècle.

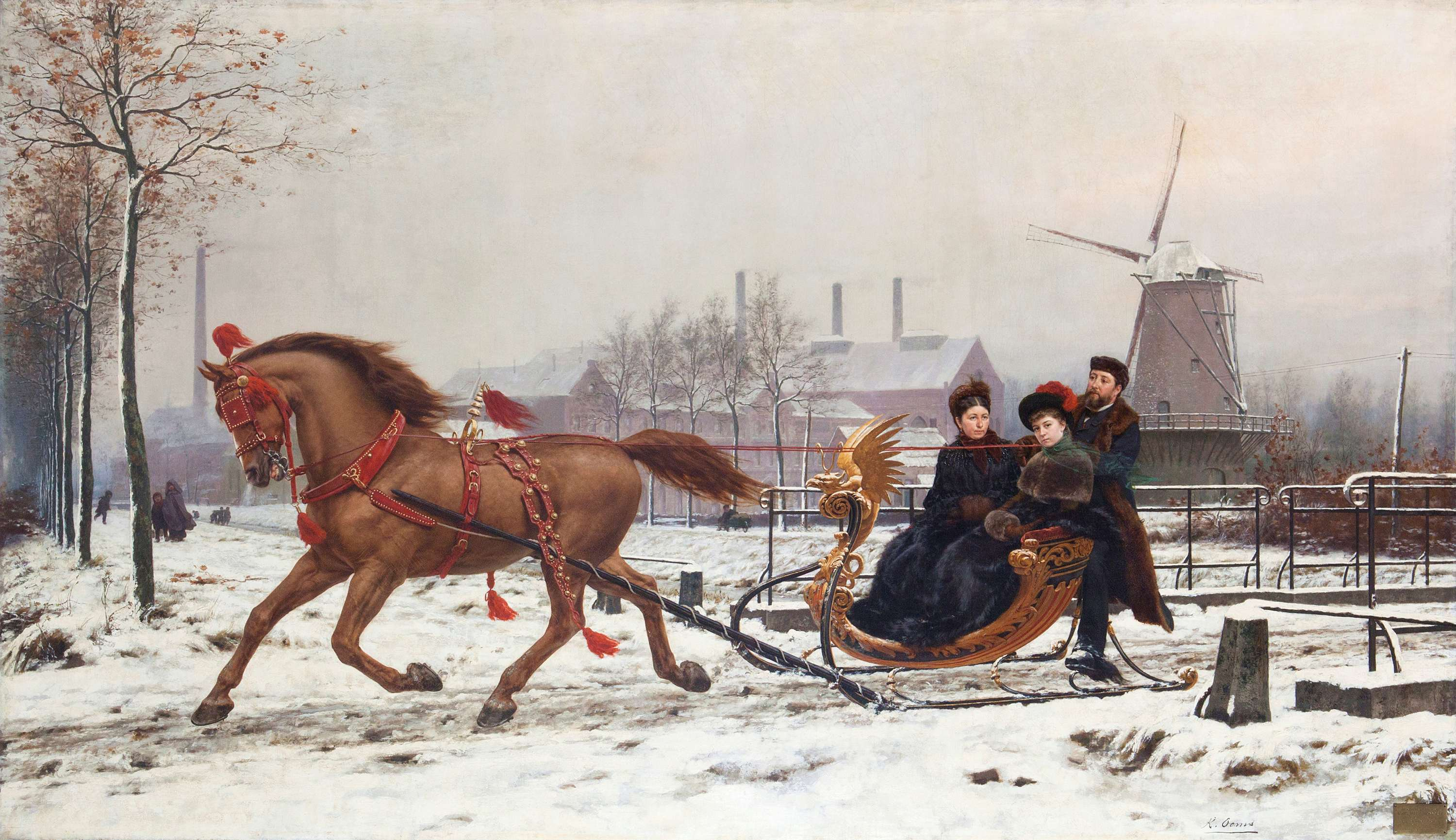
Famille aristocratique profitant de l'hiver (1885)

Inspiré par ses voyages au Moyen-Orient, Karel Ooms peint de nombreuses compositions Orientalistes. Une partie de celles-ci sont des paysages qu'il a peints pendant ses voyages comme la Scène en Égypte et la Vue de Jéricho. D'autres tableaux représentent des danseurs et des fêtes publiques. Karel Ooms peint également quelques œuvres telles que Rêver dans le harem, qui reflètent l'intérêt contemporain dans l'Orientalisme pour le thème du harem et l'odalisque. Une de ses œuvres orientalistes - un portrait d'une femme égyptienne intitulé La femme du Caire - fait partie de la collection Shafik Gabr au Caire.
Karel Ooms a peint de nombreuses scènes de genre, dont certaines doublent comme portraits de famille. Un exemple est la Famille aristocratique profitant de l'hiver, qui a été commandée par la famille aristocratique belge 'Meeùs-Honnorez' en 1885. Le tableau montre les trois membres de la famille sur un traîneau tiré par des chevaux avec en arrière-plan la distillerie locale, qui était la propriété de la famille et une source majeure de sa richesse. Les membres de la famille sont en robe élégante et adoptent des poses royales ce qui rappelle des portraits similaires de la Maison Romanov de Russie.